# 庫普蘭灣
72°8′S 74°22′W / 72.133°S 74.367°W
庫普蘭灣（英語：Couperin Bay）是南極洲的海灣，位於亞歷山大一世島的貝多芬半島，處於柏遼茲角和佩爾塞角之間，以法國作曲家法蘭索瓦·庫普蘭命名。